# Lepidopora cryptocymas
Lepidopora cryptocymas is een hydroïdpoliep uit de familie Stylasteridae. De poliep komt uit het geslacht Lepidopora. Lepidopora cryptocymas werd in 1985 voor het eerst wetenschappelijk beschreven door Cairns. 